# Eisenbahnunfall von Chhabra
Beim Eisenbahnunfall von Chhabra am 21. September 1993 stieß ein Personenzug von Kota nach Bina bei Chhabra im indischen Bundesstaat Rajasthan mit einem Güterzugs zusammen. Bei dem Eisenbahnunfall starben 71 Menschen.